# Endiandra introrsa
Endiandra introrsa là loài thực vật có hoa trong họ Nguyệt quế. Loài này được C.T.White miêu tả khoa học đầu tiên năm 1948.